# 952
| Calendário gregoriano                                                        | 952 CMLII                                            |
| Ab urbe condita                                                              | 1705                                                 |
| Calendário arménio                                                           | 401 – 402                                            |
| Calendário bahá'í                                                            | -892 – -891                                          |
| Calendário budista                                                           | 1496                                                 |
| Calendário chinês                                                            | 3648 – 3649 Início a 30 de janeiro (aproximadamente) |
| Calendário copta                                                             | 668 – 669                                            |
| Calendário etíope                                                            | 944 – 945                                            |
| Calendários hindus - Vikram Samvat - Calendário nacional indiano - Cáli Iuga | 1007 – 1008 873 – 874 4052 – 4053                    |
| Calendário Holoceno                                                          | 10952                                                |
| Calendário islâmico                                                          | 340 – 341                                            |
| Calendário judaico                                                           | 4712 – 4713                                          |
| Calendário persa                                                             | 330 – 331                                            |
| Calendário rúnico                                                            | 1202                                                 |
| Calendário solar tailandês                                                   | 1495                                                 |

952 (CMLII, na numeração romana) foi um ano bissexto do século X do Calendário Juliano, da Era de Cristo, teve  início a uma quinta-feira e terminou a uma sexta-feira e as suas letras dominicais foram D e C (53 semanas).
No território que viria a ser o reino de Portugal estava em vigor a Era de César que já contava 990 anos.
| Ano completo                           |
| -------------------------------------- |
| Ano bissexto com início à quinta-feira |

## Mortes
- Suzaku, 61º imperador do Japão.